# Communauté de communes du Nebbiu
Die Communauté de communes du Nebbiu ist ein ehemaliger französischer Gemeindeverband mit der Rechtsform einer Communauté de communes im Département Haute-Corse in der Region Korsika. Sie wurde am 20. Dezember 2005 gegründet und umfasste elf Gemeinden. Der Verwaltungssitz befand sich im Ort Oletta.

## Historische Entwicklung
Mit Wirkung vom 1. Januar 2017 fusionierte der Gemeindeverband mit der Communauté de communes de la Conca d’Oro und bildete so die Nachfolgeorganisation Communauté de communes Nebbiu Conca d’Oro.

## Ehemalige Mitgliedsgemeinden
1. Murato
2. Oletta
3. Olmeta-di-Tuda
4. Piève
5. Poggio-d’Oletta
6. Rapale
7. Rutali
8. San-Gavino-di-Tenda
9. Santo-Pietro-di-Tenda
10. Sorio
11. Vallecalle